# هیلتون آرمسترانگ
هیلتون آرمسترانگ (انگلیسی: Hilton Armstrong؛ زادهٔ ۱۱ نوامبر ۱۹۸۴) بازیکن بسکتبال اهل ایالات متحده آمریکا است.
از باشگاه‌هایی که در آن بازی کرده‌است می‌توان به آتلانتا هاوکس، نیو اورلینز پلیکانز، ساکرامنتو کینگز، گلدن استیت واریرز، واشینگتن ویزاردز، هیوستون راکتس، و باشگاه بسکتبال پاناتینایکوس اشاره کرد.